# 姫路市立莇野小学校
姫路市立莇野小学校（ひめじしりつ あぞのしょうがっこう）は、兵庫県姫路市夢前町莇野にある公立小学校。

## 沿革
- 1874年（明治7年）5月 - 莇野村立勧誘小学校と野畑村立高仰小学校が合併。菅野村莇野毛野岡に校舎が置かれた。
- 1879年（明治12年）4月 - 山之内小畑に分校設立。
- 1880年（明治13年）11月 - 小畑分校を分離し、山之内小学校に合併。
- 1884年（明治17年）10月 - 前之庄村立夢前小学校（現・姫路市立前之庄小学校）の分校となる。
- 1887年（明治20年）4月 - 夢前簡易小学校と改称。
- 1892年（明治25年）4月 - 莇野尋常小学校と改称。
- 1901年（明治34年）4月 - 莇野四辻へ移転。
- 1911年（明治44年）9月 - 高等科を併設し、莇野尋常高等小学校と改称。
- 1941年（昭和16年）4月 - 菅野村立莇野国民学校と改称。
- 1947年（昭和22年）4月 - 菅野村立莇野小学校と改称。
- 1954年（昭和29年）1月 - 莇野357番地に校舎・講堂新築落成。
- 1955年（昭和30年）7月1日 - 飾磨郡菅野村が同郡置塩村・鹿谷村と合併、町制施行したのに伴い、夢前町立莇野小学校と改称。
- 1973年（昭和48年）12月 - 百周年を記念し、校歌・校旗制定。
- 1985年（昭和60年）3月 - 現在地に新校舎完成・移転。
- 1987年（昭和62年）4月 - 体育館竣工。
- 1990年（平成2年）3月 - プール竣工。
- 2006年（平成18年）3月27日 - 飾磨郡夢前町が姫路市へ編入されたのに伴い、姫路市立莇野小学校と改称。
- 2023年（令和5年）4月 - 小規模特認校として姫路市内全校区より転入学できるようになる。

## 通学区域
- 姫路市夢前町
  - 戸倉、野畑、莇野

卒業生は基本的に姫路市立菅野中学校へ進学する。

## 周辺
- 夢前四辻郵便局
- 兵庫県道23号三木宍粟線
- 兵庫県道411号山之内莇野姫路線
- 菅生川

## アクセス
- 神姫バス 四辻にて下車

## 通学区域が隣接している学校
- 姫路市立上菅小学校
- 姫路市立古知小学校
- 姫路市立前之庄小学校
- 姫路市立安富北小学校
- 姫路市立安富南小学校